# Pablo Espinoza
Pablo Espinoza (Resistencia, 21 marzo 1987) è un cestista argentino.

## Carriera
Con l'Argentina ha disputato i Campionati americani del 2013.